# Suore domenicane di Betania (Bogotà)
Le Suore Domenicane di Betania (in spagnolo Dominicas de Betania; sigla O.P.) sono un istituto religioso femminile di diritto pontificio.

## Storia
La congregazione fu fondata nel 1953 a Palmira da Jesús Antonio Castro Becerra, vescovo del luogo, insieme con María Teresa Benavídez e con la collaborazione del domenicano Alberto Ariza Sánchez.
L'istitituto fu approvato come pia unione il 7 ottobre 1957 e fu eretto in congregazione religiosa di diritto diocesano il 7 ottobre 1970.

## Attività e diffusione
Le suore si dedicano al servizio in seminari e collegi religiosi e all'insegnamento.
Oltre che in Colombia, sono presenti in Ecuador e Italia; la sede generalizia è a Bogotà.
Alla fine del 2015 l'istituto contava 61 religiose in 15 case.